# Paul Krüger (Politiker, 1950)

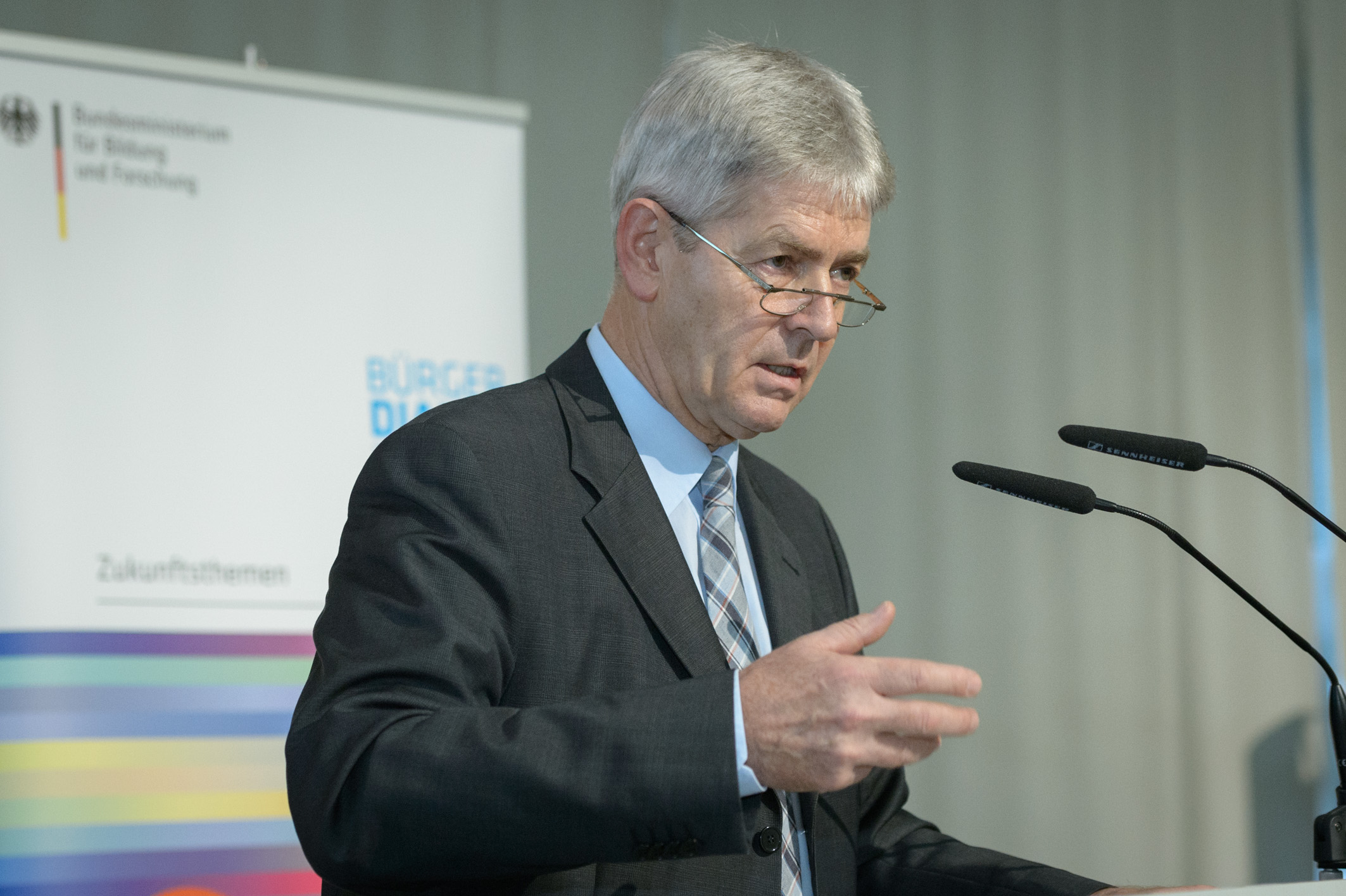
Paul Krüger (2012)

Paul Krüger (* 7. März 1950 in Güstrow) ist ein deutscher Politiker (CDU). Er war von 1993 bis 1994 Bundesminister für Forschung und Technologie sowie von 2001 bis 2015 Oberbürgermeister von Neubrandenburg.

## Ausbildung und Beruf
Der Sohn eines Landwirtes und einer Hausfrau absolvierte nach dem Besuch der Polytechnischen Oberschule (POS) in Roggow von 1966 bis 1968 eine Ausbildung zum Dreher in Neubrandenburg. In diesem Beruf war er bis 1969 in Teterow und Warnemünde tätig. 1969 begann er dann ein Maschinenbau-Studium an der Ingenieurhochschule Wismar, welches er 1975 als Diplom-Ingenieur beendete. Schon seit 1973 war er als Ingenieur tätig, ab 1980 als Gruppenleiter für Organisation und Softwareentwicklung in einem Maschinenbaubetrieb in Neubrandenburg. 1986 erfolgte seine Promotion zum Dr.-Ing. in Wismar mit der Arbeit Konstruktionstechnologische Fertigungsvorbereitung .

## Familie
Paul Krüger ist katholisch, verheiratet und hat zwei Kinder.

## Partei
Seit 1989 ist er Mitglied der CDU (bis 1990 der DDR). 1990 wurde er in den CDU-Kreisvorstand von Neubrandenburg sowie in den CDU-Landesvorstand von Mecklenburg-Vorpommern gewählt. Von 2003 bis zu seinem Rückzug 2017 war Krüger stellvertretender Landesvorsitzender seiner Partei in Mecklenburg-Vorpommern.

## Abgeordneter
Krüger war von März bis Oktober 1990 für den Wahlkreis 11 (Neubrandenburg) Mitglied der ersten frei gewählten Volkskammer der DDR. Hier war er Mitglied im Präsidium sowie Erster Parlamentarischer Geschäftsführer der CDU/DA-Fraktion. Am 3. Oktober 1990 wurde er dann Mitglied des Deutschen Bundestages, dem er bis zur Niederlegung seines Mandates am 14. August 2001 angehörte. Im Bundestag war er von März bis Mai 1993 Vorsitzender der Arbeitsgruppe Treuhandanstalt. Von 1994 bis 1998 war er stellvertretender Vorsitzender der CDU/CSU-Bundestagsfraktion und von 1998 bis 2001 Vorsitzender des Ausschusses für die Angelegenheiten der Neuen Länder.
Paul Krüger ist 1998 über die Landesliste Mecklenburg-Vorpommern und davor stets als direkt gewählter Abgeordneter des Wahlkreises Neubrandenburg – Altentreptow – Waren – Röbel in den Deutschen Bundestag eingezogen.

## Öffentliche Ämter
Am 13. Mai 1993 wurde Paul Krüger vom damaligen Bundeskanzler Helmut Kohl als Bundesminister für Forschung und Technologie in die Bundesregierung berufen. Nach der Bundestagswahl 1994 wurde sein Ministerium jedoch mit dem Bundesministerium für Bildung und Wissenschaft zum Bundesministerium für Bildung, Wissenschaft, Forschung und Technologie zusammengelegt und dessen Leitung Jürgen Rüttgers übertragen. Krüger schied daher am 17. November 1994 aus der Bundesregierung aus.
2001 trat Krüger als Vorschlag der CDU zur Oberbürgermeisterwahl der Stadt Neubrandenburg an. In der Hauptwahl erreichte er 47,7 Prozent der Stimmen. Die folgende Stichwahl am 6. Mai 2001 gewann er gegen den PDS-Kandidaten Torsten Koplin mit 65,3 Prozent der Stimmen und wurde erster direkt gewählter Oberbürgermeister Neubrandenburgs. Bei der Oberbürgermeisterwahl 2008 wurde er in seinem Amt bestätigt; in der Hauptwahl am 18. Mai 2008 erzielte er als Erstplatzierter 26,8 Prozent der Stimmen, bei der Stichwahl am 1. Juni 2008 setzte er sich gegen den Einzelbewerber Hans-Joachim Schröder mit 52,3 Prozent der Stimmen durch. Im März 2015 trat er mit Erreichen des 65. Lebensjahres in den Ruhestand.

## Kabinette
- Kabinett Kohl IV

## Ehrungen
Paul Krüger wurde mit dem Bundesverdienstkreuz I. Klasse geehrt.